# ابن الخباز
شمس الدين أبو عبد الله أحمد بن الحسين بن علي الإربلي المَوْصِلي (؟ - 638هـ/1241م)، ويُلقَّب بابن الخباز وكذلك الضرير، هو نحويٌّ من الموصل، وموسُوعِي من علماء عصره في علوم اللغة والدين، يضعه المؤرخون ضمن نحاة المدرسة البغدادية المتأخِّرين.

## سيرته
اسمه الكامل كما تنقله كتب التراجم هو شمس الدين أبو عبد الله أحمد بن الحسين بن أحمد بن معالي بن منصور بن علي الإربلي المَوْصِلي الضرير. ولِدَ ابن الخباز في إربل، وهناك نشأ وعاش سنواته الأولى، ثمَّ انتقل بعد ذلك إلى الموصل، وفي الموصل أخذ العلم عن علمائها. اشتهر ابن الخباز في الموصل وذاع صيته، وكان في مذهبه متأثِّراً بالتيار السائد في بغداد الذي يوازِن بين آراء نحاة البصرة والكوفة دون تعصُّب لأحدهما. وقام بشرح ألفيَّة ابن معط، وكتاب اللمع لابن جني. وكان ابن الخباز إلى جانب معرفته العميقة بالنَّحو مُتَبَحِّراً في علوم اللغة والشعر والفقه والفرائض. تُوفِّي ابن الخباز في الموصل في سنة 638هـ.

## مؤلفاته[4]
فمن المطبوع من مؤلفاته:
1. «النهاية في شرح الكفاية».
2. «توجيه اللمع» (شرح لكتاب اللمع لابن جِنِّي).
3. «الفريدة في شرح القصيدة التي أنشأها سعيد بن المبارك المعروف بابن الدهان النحوي» (494-569هـ) في عويص الإعراب.

ومنها أيضاً:
1. «الغرة المخفية في شرح الدرة الألفية» أو «شرح الفصول لابن معطي» أو «شرح الفصول الخمسين».
2. «كافية الإعراب»